# Xylodes excavaticollis
Xylodes excavaticollis is een keversoort uit de familie klopkevers (Ptinidae). De wetenschappelijke naam van de soort werd in 1987 gepubliceerd door Francis Jeffrey Bellés.